# Дженні Сіказве
Янні Сіказве (англ. Janny Sikazwe, 26 травня 1979) — замбійський футбольний арбітр.

## Кар'єра
Рефері вищого дивізіону Замбії, отримав міжнародний статус у 2007 році.
У січні 2012 році був обраний з CAF для Кубка африканських націй 2012, перший в своїй кар'єрі, на якому обслуговував матч групового етапу.
У січні 2013 року знову був обраний для Кубка африканських націй 2013 і знову обслуговував матч групового етапу.
В жовтні 2013 року він призначений для того, щоб обслуговувати один з п'яти стикових матчів в зоні АФК за вихід на чемпіонат світу 2014, а саме зустріч між збірними Буркіна-Фасо та Алжиру.
У січні 2015 обраний для обслуговування матчів Кубка африканських націй 2015. У ході турніру обслуговував зустріч групового етапу і один чвертьфінал, а також був призначений четвертим арбітром на фінал.
У жовтні 2015 року був обраний ФІФА для обслуговування матчів юнацького чемпіонату в Чилі.
У грудні 2016 року обраний ФІФА як один з арбітрів Клубного чемпіонату світу 2016. На турнірі спочатку обслужив матч плей-оф за вихід у чвертьфінал, а потім був призначений і на фінал турніру 18 грудня 2016 року, де зустрілись японський Касіма Антлерс і іспанський Реал Мадрид. Сіказве став першим головним арбітром, що судив фінал офіційного турніру ФІФА за останні 18 років, коли марокканець Саїд Белькола судив фіналу чемпіонату світу у Франції-1998.
У січні 2017 року потрапив у список арбітрів на Кубок африканських націй 2017, де обслуговував дві зустрічі групового етапу, чвертьфінал і фінал між Єгиптом і Камеруном.
У квітні 2017 року ФІФА включила Сіказве на молодіжний чемпіонат світу в Південній Кореї.
У 2018 році рішенням ФІФА обраний головним арбітром для обслуговування матчів чемпіонату світу в Росії,..
У 2022 році обраний арбітром на ЧС 2022 у Катарі.